# فرمانداری لیوونی
فرمانداری لیوونی (به لاتین: Governorate of Livonia) یکی از فرمانداری‌های امپراتوری روسیه بود که مابین‌های کشورهای استونی و لتونی امروزی از سال ۱۷۲۱ تا ۱۹۱۸ میلادی واقع شده بود.

## زبان‌ها
- براساس سرشماری سلطنتی ۱۸۹۷.[۱]

| زبان                                            | تعداد     | درصد (%) | مردان   | زنان    |
| ----------------------------------------------- | --------- | -------- | ------- | ------- |
| زبان لتونیایی                                   | ۵۶۳٬۹۲۹   | ۴۳٫۴     | ۲۷۱٬۲۱۵ | ۲۹۲٬۷۱۴ |
| زبان استونیایی                                  | ۵۱۸٬۵۹۴   | ۳۹٫۹۱    | ۲۴۷٬۳۴۸ | ۲۷۱٬۲۴۶ |
| زبان آلمانی                                     | ۹۸٬۵۷۳    | ۷٫۵۸     | ۴۴٬۷۷۰  | ۵۳٬۸۰۳  |
| زبان روسی                                       | ۶۸٬۱۲۴    | ۵٫۲۴     | ۳۸٬۸۴۴  | ۲۹٬۲۸۰  |
| زبان ییدیش                                      | ۲۳٬۷۲۸    | ۱٫۸۲     | ۱۲٬۱۸۹  | ۱۱٬۵۳۹  |
| زبان لهستانی                                    | ۱۵٬۱۳۲    | ۱٫۱۶     | ۸٬۳۲۱   | ۶٬۸۱۱   |
| زبان لیتوانیایی                                 | ۶٬۵۹۴     | ۰٫۵      | ۴٬۱۳۱   | ۲٬۴۶۳   |
| Persons that did not name their native language | ۱۵۴       | >۰٫۱     | ۷۱      | ۸۳      |
| Other                                           | ۴٬۵۳۷     | ۰٫۳۴     | ۳٬۱۰۹   | ۱٬۴۲۸   |
| مجموع                                           | ۱٬۲۹۹٬۳۶۵ | ۱۰۰      | ۶۲۹٬۹۹۲ | ۶۶۹٬۳۷۳ |